# ريكاردو كامبوس دا كوستا
ريكاردو كامبوس دا كوستا هو لاعب كرة قدم برازيلي، ولد في 8 يونيو 1976 في البرازيل. لعب مع نادي بوسان أي بارك ونادي سول ونادي سونغنام.

## وصلات خارجية
- ريكاردو كامبوس دا كوستا على موقع دوري كوريا الجنوبية (الإنجليزية)